# Błękitny zamek
Błękitny zamek (ang. The Blue Castle) (1926) – powieść kanadyjskiej pisarki Lucy Maud Montgomery, autorki książki Ania z Zielonego Wzgórza.
29-letnia Valancy Jane Stirling mieszka z despotyczną matką i ciotką w starym domu w Deerwood, w Kanadzie. Wyśmiewana przez rodzinę z powodu staropanieństwa i nieśmiałości, Valancy znajduje ukojenie w snuciu marzeń o Błękitnym Zamku w Hiszpanii, gdzie jest adorowana przez najprzystojniejszych rycerzy.
Gdy pewnego dnia dowiaduje się, że cierpi na nieuleczalną chorobę serca, zdaje sobie sprawę, że nie ma nic do stracenia i zaczyna żyć własnym życiem, nie przejmując się opinią rodziny i społeczeństwa. Zaczyna mówić i robić dokładnie to, na co ma ochotę i z radością wita każdy dzień.
Ku zgrozie bogobojnej matki Valancy decyduje się opuścić własny i zamieszkać w domu Ryczącego Abla, lokalnego awanturnika i pijaczyny. Valancy zamierza zaopiekować się jego umierającą córką i swoją dawną przyjaciółką - Cissy Gay. Cissy została wykluczona ze społeczności Deerwood za urodzenie nieślubnego dziecka. 
Valancy pracuje jako gospodyni, sprzątając dom Gayów i gotując posiłki. Szybko zaprzyjaźnia się z Cissy, która jest kompletnie załamana po śmierci dziecka i z rezygnacją oczekuje swojej śmierci. Valancy poznaje też tajemniczego Barneya Snaitha, który odwiedza dom Gayów. Snaith uważany jest przez mieszkańców miasta za dziwaka i niebezpiecznego odludka. 
Po śmierci Cissy rodzina Valancy oczekuje od niej powrotu do domu, jednak kobieta ignoruje ich prośby i groźby. Zdając sobie sprawę ze swoich ciepłych uczuć do Barneya, mówi mu o swojej chorobie i o tym, że chciałaby spędzić swój ostatni rok życia właśnie z nim, oświadcza mu się, a ten zgadza się na ślub. Para zamieszkuje w domu Barneya na zalesionej wyspie, gdzie spędzają czas na wędrówkach po lesie i długich rozmowach. Małżeństwo upływa im spokojnie i szczęśliwie, a radość Valancy mąci tylko myśl o widmie śmierci, które nad nią krąży.
Podczas jednej z przechadzek dochodzi do niebezpiecznego zdarzenia. Bucik Valancy klinuje się między szynami, a ona, przerażona słysząc nadjeżdżający pociąg, nie może się wyswobodzić. Barney w ostatniej chwili wyciąga żonę spod kół pociągu, a gdy ta uspokaja się, zdaje sobie sprawę, że powinna być już martwa, ponieważ doktor powiedział jej, że każdy silniejszy szok ją zabije. Idzie do doktora, który wyznaje jej, że błędnie zdiagnozował chorobę i jej sercu nic nie zagraża. (Zaszła pomyłka: doktor wysłał do niej list przeznaczony do innej kobiety o podobnym nazwisku, która również miała problem z sercem. Mężczyzna pomylił koperty.)
Valancy wraca do domu na wyspie zdruzgotana myślą, że niechcący wciągnęła Barneya w małżeństwo nie na rok, ale na całe życie. Wydaje jej się bowiem, że mąż jej nie kocha, a zaledwie lubi. Przed domem spotyka starszego pana, milionera i znanego producenta maści i kremów, który okazuje się być ojcem Barneya. Mężczyzna opowiada, jak przed laty jego syn - wówczas bogaty i romantyczny student - wyjechał zrozpaczony po zawodzie miłosnym i zniknął z jego życia, a teraz wreszcie odnalazł syna i chce go namówić do powrotu.
Bojąc się, że Barney będzie na nią zły za oszustwo, Valancy postanawia wyprowadzić się z małżeńskiego domu. Szukając pióra, by napisać list do męża, Valancy odkrywa rękopis książki swojego ulubionego pisarza Johna Fostera i zdaje sobie sprawę, że Barney i Foster to ta sama osoba. 
Valancy wraca do domu i mówi rodzinie, że Barney Snaith to milioner Barney Redfern. Nie chce jednak spotkać się z mężem, bojąc się jego reakcji. Barney jednak, przybywszy do domu Stirlingów, nie daje się zbyć i wyznaje Valancy, że ją kocha. Para wyjeżdża w podróż poślubną i postanawia przez całe lato każdego roku mieszkać w domku na wyspie.